# Colle Aquilone
Colle Aquilone (1.268 m s.l.m.) è una montagna dei Monti della Meta.
Si trova nel Lazio, nella provincia di Frosinone tra i comuni di Cervaro, Viticuso e Sant'Elia Fiumerapido.